# Johann Jacob Bischoff
Johann Jacob Bischoff oder Johann Jakob Bischoff (* 1. August 1841 in Heidelberg; † 26. Oktober 1892 in Basel) war ein Schweizer Chirurg und Gynäkologe.

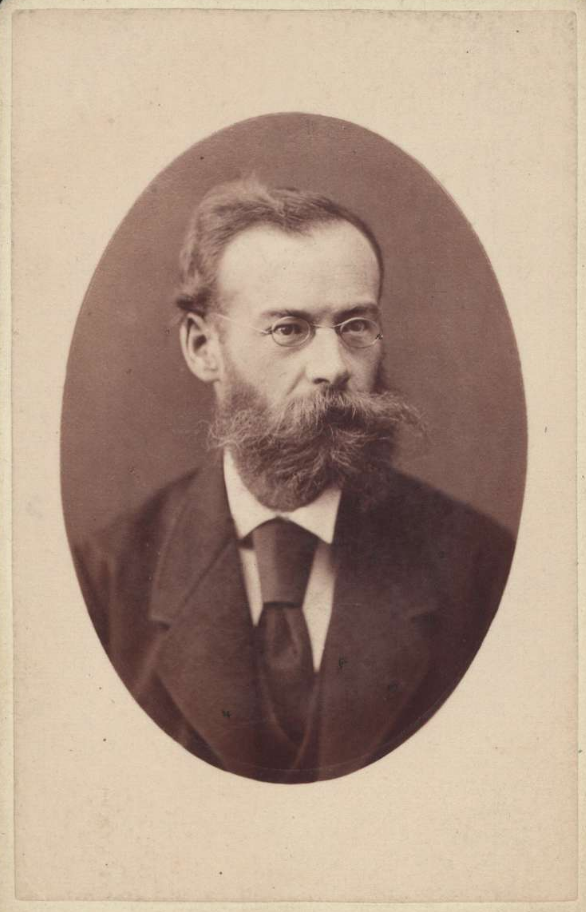
Johann Jacob Bischoff

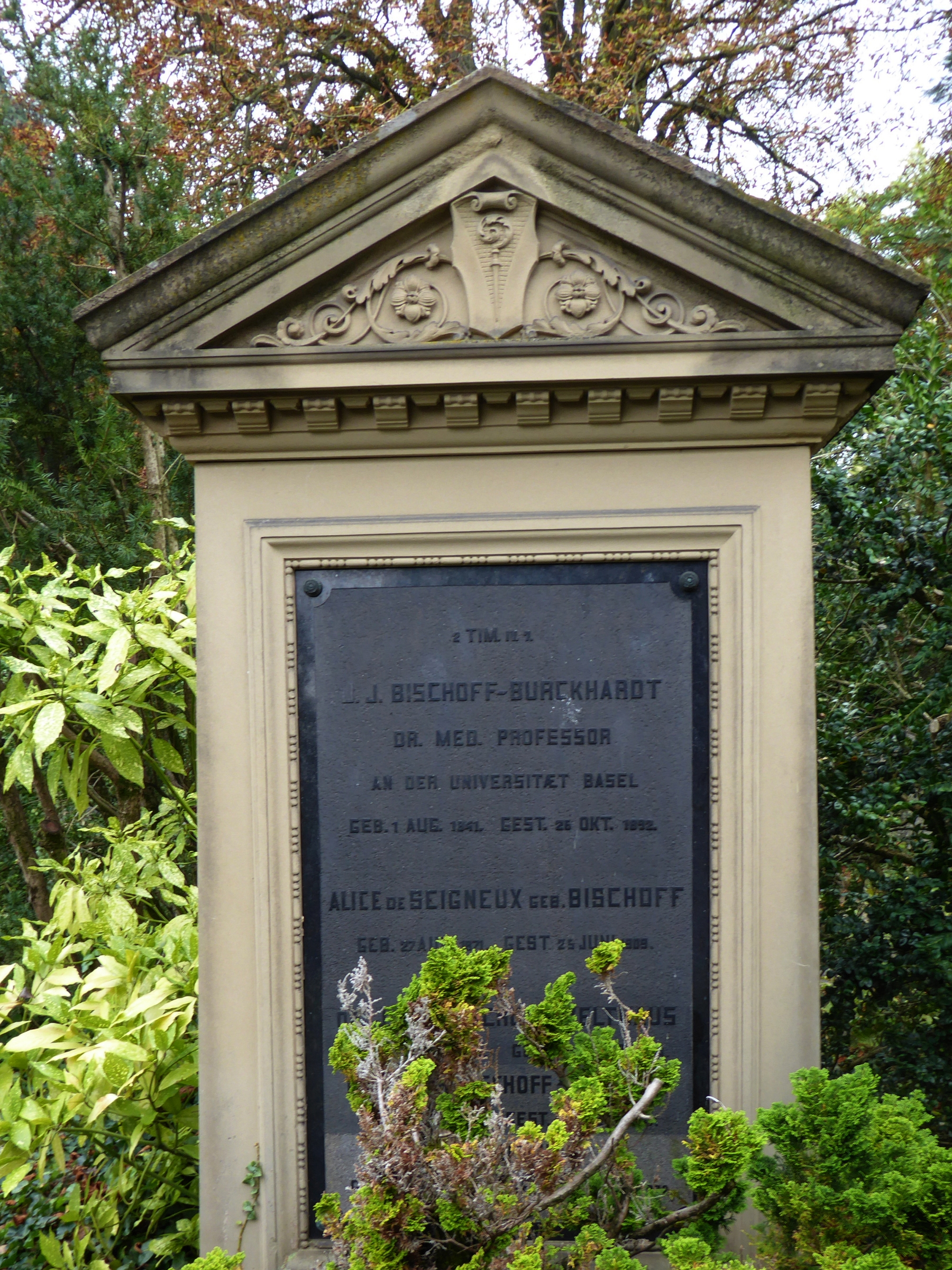
Familiengrab auf dem Wolfgottesacker

## Leben und Werk
Johann Jacob Bischoff war Sohn des Bandfabrikanten Johann Jakob Bischoff (* 1799) und der aus Mannheim stammenden Maria, geborene Deuer. Er wuchs in Heidelberg auf und besuchte das dortige Gymnasium. Anschliessend studierte er Medizin in Basel und Heidelberg und wurde nach dem Studium Privatassistent von Maximilian Joseph von Chelius in Heidelberg. Bischoff legte sein Doktorexamen 1864 in Basel ab und war in der Folge zwei Jahre lang Assistent bei August Socin. 1865 habilitierte Bischoff sich für Geburtshilfe und Gynäkologie an der Universität Basel. Am 4. Dezember 1865 nahm er zusammen mit anderen Ärzten an Babette Saxer den ersten dokumentierten Kaiserschnitt am Bürgerspital Basel vor.
1867 wurde Bischoff zum Vorsteher der geburtshilflichen Abteilung des Basler Spitals gewählt sowie zum ausserordentlichen, 1872 zum ordentlichen Professor befördert. In der Folge reiste Bischoff zu Studienzwecken nach Glasgow zu Joseph Lister. Unter Bischoffs Leitung entwickelte sich die kleine geburtshilfliche Abteilung zu einer vielbesuchten Klinik, und durch die Hebammenkurse gelang es Bischoff, das Niveau seines Fachgebietes zu heben. Er wandte in Basel in seiner geburtshilflichen Klinik zur Verhütung des Kindbettfiebers strikt die Grundsätze der Antisepsis an. Wegen seiner langjährigen Morphiumsucht musste Bischoff 1887 von seinen Ämtern zurücktreten.
Bischoff heiratete 1868 Louise Burckhardt (1851–1941), die 1901 den Bandfabrikanten Jakob Wilhelm Bachofen (1853–1906) heiratete. Seine letzte Ruhestätte fand Bischoff auf dem Wolfgottesacker in Basel.